# HD 44447
HD 44447，又名CP-71 426，SAO 256285、HR 2283，是一颗恒星，视星等为6.64，位于銀經282.28，銀緯-28.49，其B1900.0坐标为赤經6h 16m 41.8s，赤緯-71° -28.49′ 57″。